# Young & Foolish
Young & Foolish – kompilacyjny album piosenkarza Deana Martina wydany przez wytwórnię Pickwick Records w 1969 roku. Zawarte na nim utwory zostały nagrane w latach 1947–1956.

## Utwory
| Nr | Rok nagrania | Tytuł                                  | Długość |
| A1 | 1956         | Young And Foolish                      | 2:43    |
| A2 | 1947         | Oh Marie                               | 2:28    |
| A3 | 1953         | Little Did We Know                     | 2:15    |
| A4 | 1951         | Pennies From Heaven                    | 2:14    |
| A5 | 1955         | Let Me Go Lover                        | 3:01    |
| B1 | 1954         | That's All I Want From You             | 2:32    |
| B2 | 1951         | In The Cool, Cool, Cool Of The Evening | 2:55    |
| B3 | 1950         | Rain                                   | 2:36    |
| B4 | 1950         | Absence Makes The Heart Grow Fonder    | 2:54    |